# Dekar
Dekar est une ville du Botswana.